# Trichoplusia elacheia
Trichoplusia elacheia är en fjärilsart som beskrevs av Claude Dufay 1972. Trichoplusia elacheia ingår i släktet Trichoplusia och familjen nattflyn. Inga underarter finns listade i Catalogue of Life.